# Jungfernbrücke (Hamburg)

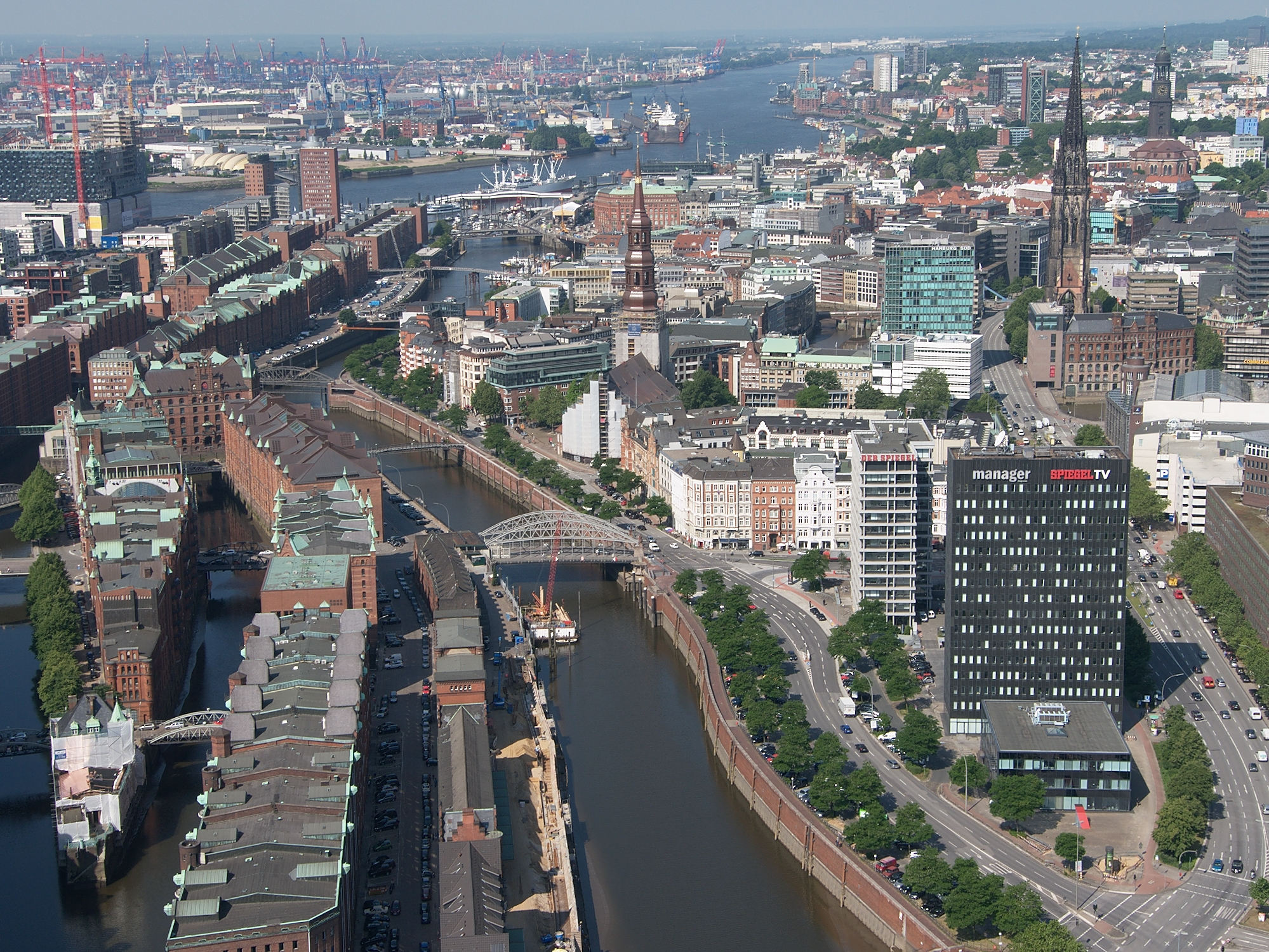
In der Bildmitte der Zollkanal. Die zweite Brücke direkt an der Katharinenkirche ist die Jungfernbrücke

Die Jungfernbrücke ist eine unter Denkmalschutz stehende Fußgängerbrücke, die im Hamburger Hafen den Zollkanal überspannt. Sie wurde 1887/88 als schmiedeeiserne Fußgängerbrücke gebaut und hat einen flach gespannten Fachwerkbogen, der von der Fahrbahntafel mittig geschnitten wird. Die Jungfernbrücke verbindet die Straße Katharinenkirchhof mit der Brooksinsel als Teil der Speicherstadt. Die parallel zum Kanal verlaufende Straße hieß damals noch Kleiner Jungfernstieg, dem die Brücke ihren Namen verdankt. Hunderte von Liebesschlössern zeugen von entsprechend vielen Eheversprechen.
Die Jungfernbrücke wurde von Anfang an als reine Fußgängerbrücke konzipiert: Auf beiden Seiten befinden sich mehrere Stufen, die die Befahrung mit Fahrzeugen bewusst ausschließen. Der Name macht die Brücke heute zu einer „Hochzeitsbrücke“.

## Technische Daten
Die einfeldige Stahl-Bogenbrücke mit abgehängter Fahrbahn hat genietete Stahlfachwerkparabelträger. Sie ist insgesamt 42 Meter lang und 4,30 Meter breit. Das ergibt eine Brückenfläche von 180,6 m². Die Gesamtkonstruktion ist lediglich maximal 1,86 Meter hoch. Die Durchfahrtbreite beträgt 40,8 m, die Lichte Höhe 7,85 m.

## Denkmalschutz
Die Brücke wurde am 15. Mai 1991 als Teil der Speicherstadt mit der Denkmallisten-Nr. 968 vom Denkmalschutzamt Hamburg in der Denkmalliste eingetragen. Bei der Novellierung des Denkmalschutzgesetzes 2013 hat sich die Nummer zu 11867 geändert. Das Aktenzeichen für die Brücke nebst Freiflächen und Nebenbauten lautet 39-103.109 bis 39-103.129. Eine Denkmalschutzkarte befindet sich im Staatsarchiv, eine weitere Ausfertigung bei der eintragenden Behörde.

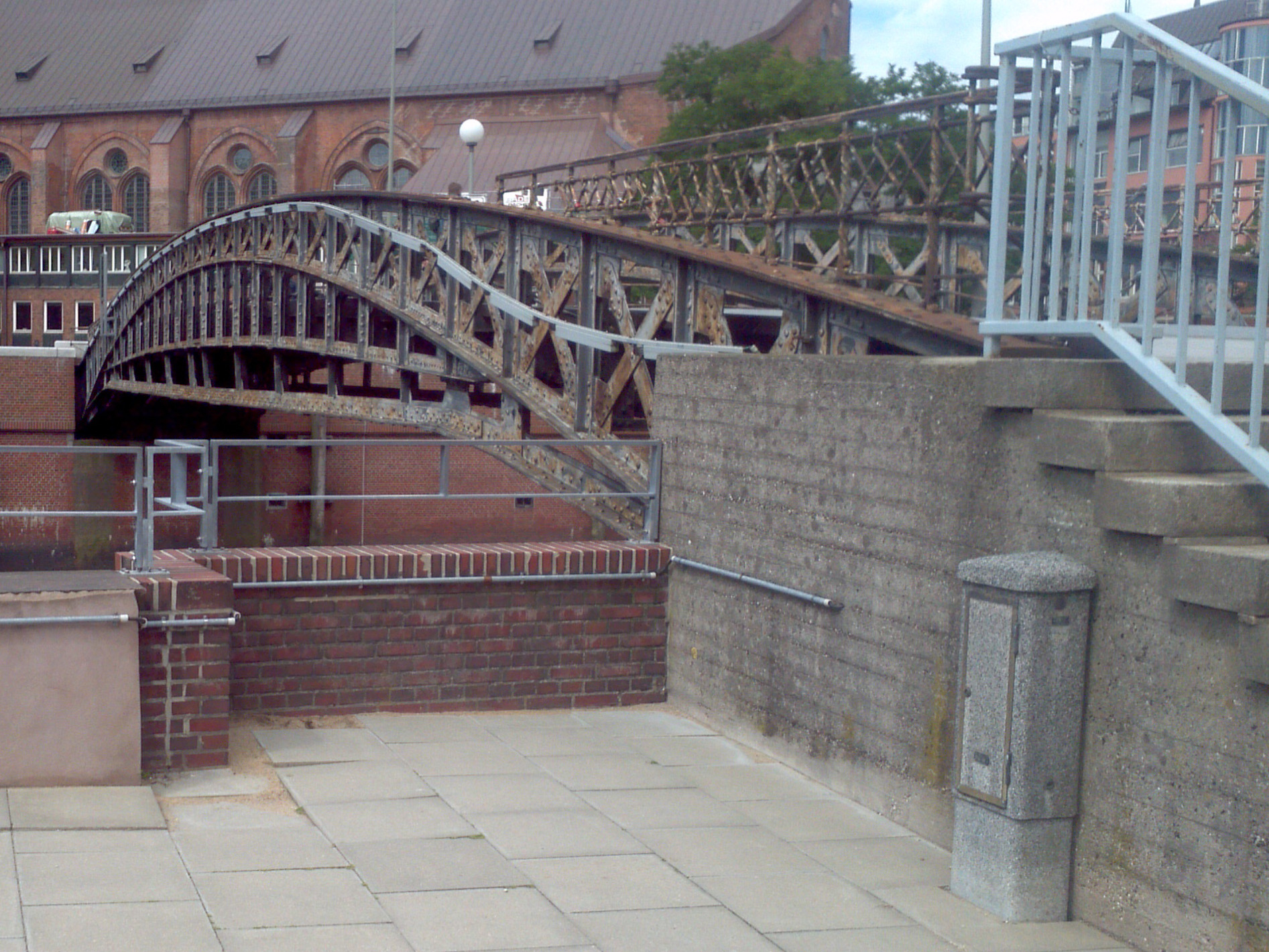
Jungfernbrücke vom Südufer aus